# Economia del Venezuela

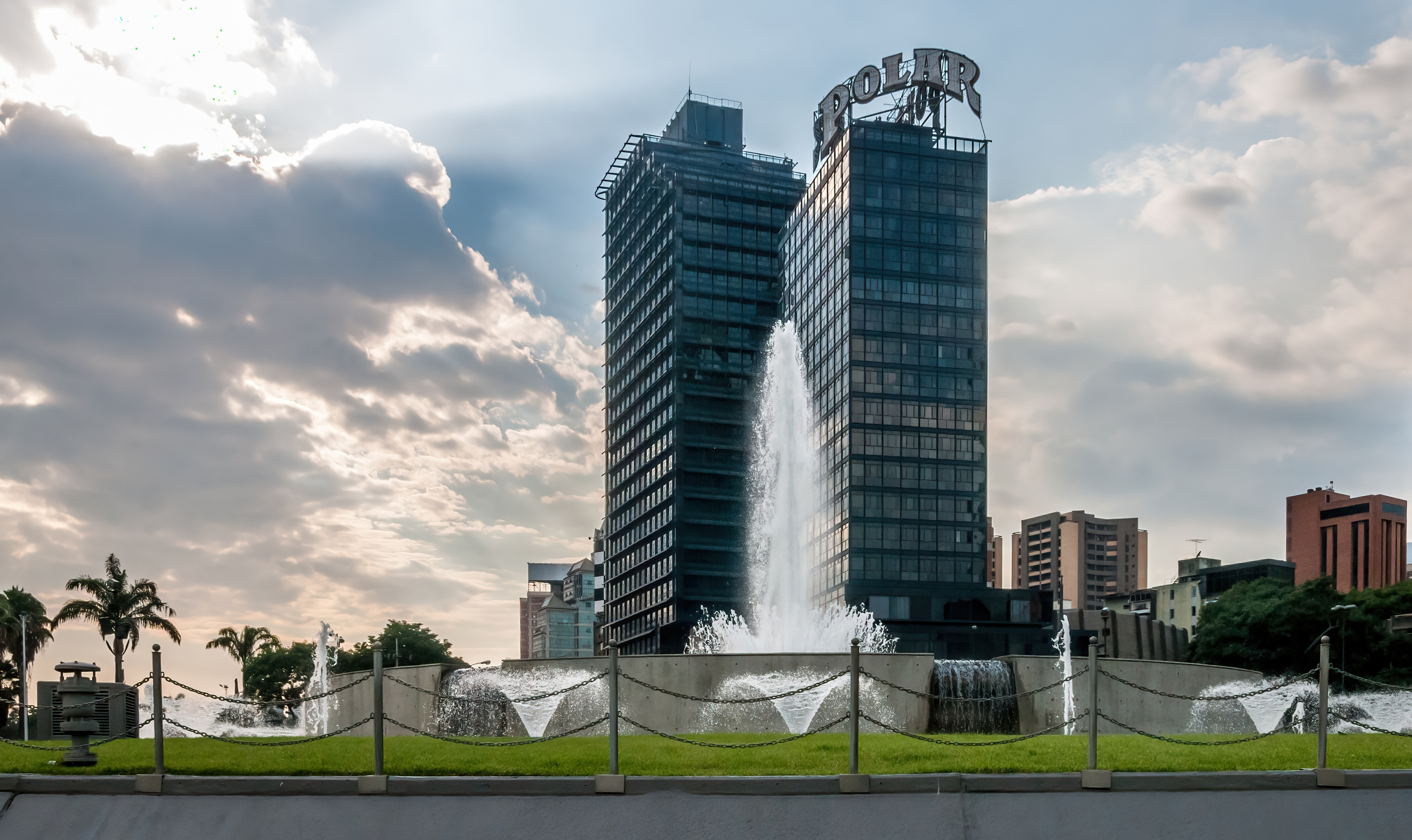
Piazza Venezuela a Caracas.

L'economia del Venezuela è basata principalmente sul settore petrolifero e manifatturiero. Nel 2014, il commercio totale ammontava al 48,1% del PIL nazionale. Le esportazioni comprendevano il 16,7% del PIL e prodotti petroliferi costituivano il 95% delle esportazioni. Il Venezuela è il sesto membro dell'OPEC per produzione di petrolio. Sin dagli anni venti, il Venezuela è stato un rentier state, offrendo il petrolio come principale prodotto d'esportazione. Dagli anni cinquanta ai primi anni ottanta, l'economia venezuelana conobbe una crescita costante che attirò molti immigranti e la nazione ebbe tra i più alti standard di vita dell'America Latina. Durante il calo dei prezzi del petrolio degli anni ottanta, cominciò una progressiva svalutazione e l'inflazione raggiunse i picchi dell'84% nel 1989 e del 99% nel 1996, tre anni prima della salita al potere di Hugo Chávez. La nazione, tuttavia, subisce l'iperinflazione dal 2015..-.-
Il Venezuela produce ed esporta prodotti dell'industria pesante come acciaio, alluminio e cemento. La produzione è concentrata intorno a Ciudad Guayana, vicino alla diga di Guri, una delle più grandi dighe al mondo che fornisce circa tre quarti dell'elettricità del Paese. Altri settori sono quello dell'elettronica e delle auto, come anche quello alimentare e delle bevande. L'agricoltura in Venezuela rappresenta circa il 4,4% del PIL, il 7,3% della forza lavoro e almeno un quarto del consumo del suolo. Il Venezuela esporta riso, granturco, pesce, frutti tropicali, caffè, carne suina e di manzo. Tuttavia, il Venezuela non è autosufficiente nella maggior parte delle aree agricole.
Nonostante le relazioni difficili tra i due Paesi, gli Stati Uniti d'America hanno rappresentato il partner commerciale più importante per il Venezuela. Le esportazioni statunitensi verso il Venezuela hanno incluso macchinari, prodotti agricoli, apparecchiature mediche e automobili. Il Venezuela è tra i quattro principali fornitori di petrolio per gli Stati Uniti e circa 500 compagnie americane sono rappresentate nel Paese. Secondo la Banca centrale del Venezuela, tra il 1998 e il 2008 il governo ha ricevuto circa 325 miliardi $ attraverso la produzione di petrolio e le esportazioni in generale. Secondo l'Agenzia internazionale dell'energia (ad agosto 2015), la produzione di 2,4 milioni di barili al giorno comprendeva 500.000 barili per gli Stati Uniti.
Da quando la rivoluzione bolivariana quasi distrusse il gigante petrolifero statale PDVSA nel 2002 licenziando circa 20.000 persone e impose dei controlli valutari stringenti nel 2003 per prevenire il capital flight, c'è stato un declino costante nella produzione ed esportazione del petrolio oltre ad una serie di rigide svalutazioni monetarie che hanno distrutto l'economia. Successivamente, il calmieraggio, gli espropri di numerosi terreni agricoli e varie industrie, oltre a discutibili politiche di governo (come un blocco quasi totale a ogni accesso a qualunque valuta straniera a ragionevoli tassi di cambio "ufficiali"), hanno portato a diverse penurie in Venezuela e ad una forte crescita dei prezzi di tutti i beni comuni, come cibo, acqua, prodotti per la casa, pezzi di ricambio e forniture mediche; forzando così molti impresari a tagliare la produzione o chiuderla, oltre ad abbandonare il Paese come hanno fatto diverse aziende tecnologiche e la maggior parte delle case automobilistiche. Nel 2015, il Venezuela aveva più del 100% d'inflazione—la più alta al mondo e nella storia del Paese fino a quel momento. Secondo fonti indipendenti, il tasso è aumentato al 4 000% nel 2017, facendo cadere il Venezuela nella spirale dell'iperinflazione mentre il tasso di povertà della popolazione è stato tra il 76% e l'87%.

## Storia

### 1922–1959
Dopo la scoperta del petrolio in Venezuela nel 1922 durante lo sciopero di Maracaibo, il dittatore venezuelano Juan Vicente Gómez permise alle compagnie petrolifere americane di scrivere la legge sul petrolio del Paese. Nel 1943, Standard Oil of New Jersey accettò un nuovo accordo in Venezuela basato sul principio del 50–50, descritto come "un evento miliare". Nel 1945 furono negoziati trattati ancora più favorevoli, dopo che un colpo di Stato portò al potere un governo di sinistra che includeva Juan Pablo Pérez Alfonzo.
Dagli anni cinquanta ai primi anni ottanta, l'economia venezuelana, sostenuta dagli alti prezzi del petrolio, è stata una delle più forti e prospere del Sud America. La continua crescita in questo periodo riuscì ad attrarre numerosi immigrati.
Nel 1958, un nuovo governo, sempre con Pérez Alfonso, varò un piano per un cartello internazionale del petrolio che sarebbe in seguito diventato l'OPEC. Nel 1973, il Venezuela votò a favore della nazionalizzazione della sua industria petrolifera, divenuta effettiva dal 1º gennaio 1976, con Petróleos de Venezuela (PDVSA) a capo di numerose holding. Negli anni successivi, il Venezuela costruì un vasto sistema di raffinerie e marketing negli Stati Uniti e in Europa.
Durante la dittatura di Marcos Pérez Jiménez dal 1952 al 1958, il Venezuela conobbe un'importante crescita del PIL, cosicché verso la fine degli anni cinquanta il PIL pro capite effettivo quasi riuscì a raggiungere quello della Germania Ovest. Nel 1950, il Venezuela è stato il 4º Paese al mondo per PIL pro capite. Tuttavia, Rómulo Betancourt (presidente dal 1959 al 1964) ereditò dal 1958–1959 in poi un enorme debito pubblico ed estero causato dalle grandi spese durante la dittatura. Nondimeno, Betancourt cercò di regolare il bilancio pubblico venezuelano ed avviare un'infruttuosa riforma agraria.

### 1960-1999
Sostenuti da un forte settore petrolifero tra gli anni sessanta e settanta, i governi venezuelani riuscirono a mantenere un'armonia sociale finanziando con grandi somme di denaro importanti programmi pubblici come la salute, l'istruzione, i trasporti e i sussidi alimentari. I programmi per l'alfabetizzazione e il benessere trassero grandi benefici da queste condizioni economiche. Grazie alla ricchezza petrolifera, i lavoratori venezuelani "avevano i più alti salari dell'America Latina". Questa situazione peggiorò quando i prezzi del petrolio collassarono durante gli anni ottanta. Negli anni ottanta, l'economia venezuelana si contrasse e i livelli dell'inflazione aumentarono, assestandosi tra il 6 e il 12% dal 1982 al 1986. Il tasso d'inflazione raggiunse il picco nel 1989 al 84%, l'anno in cui nella capitale Caracas si verificarono rivolte durante il Caracazo in seguito ai tagli delle spese di governo e all'apertura dei mercati da parte del presidente Carlos Andrés Pérez. Dopo che Pérez avviò le suddette politiche economiche liberali e rese i mercati più liberi, il PIL del Venezuela passo da un declino del -8,3% nel 1989 a una crescita del 4,4% nel 1990 fino al 9,2% nel 1991, sebbene i salari fossero rimasti bassi e la disoccupazione ancora alta.
Alcuni affermano che tale neoliberismo sia stato la causa delle difficoltà economiche del Venezuela, sebbene il grande affidamento sui prezzi del petrolio e un sistema politico frammentato abbiano provocato gran parte dei problemi. Verso la metà degli anni novanta, il Venezuela sotto il presidente Rafael Caldera vide dei tassi d'inflazione annui tra il 50–60% dal 1993 al 1997 con un picco eccezionale del 100% nel 1996. Il numero di persone in stato di indigenza aumentò dal 36% nel 1984 al 66% nel 1995, con il Paese afflitto da una grave crisi bancaria. Nel 1998, la crisi economica diventò sempre più grave. Il PIL pro capite era allo stesso livello di quello del 1963 (approssimando il dollaro del 1963 al valore del 1998), inferiore di un terzo dal picco del 1978; e il potere d'acquisto del salario medio era a un terzo di quello del 1978.

### 1999–2013

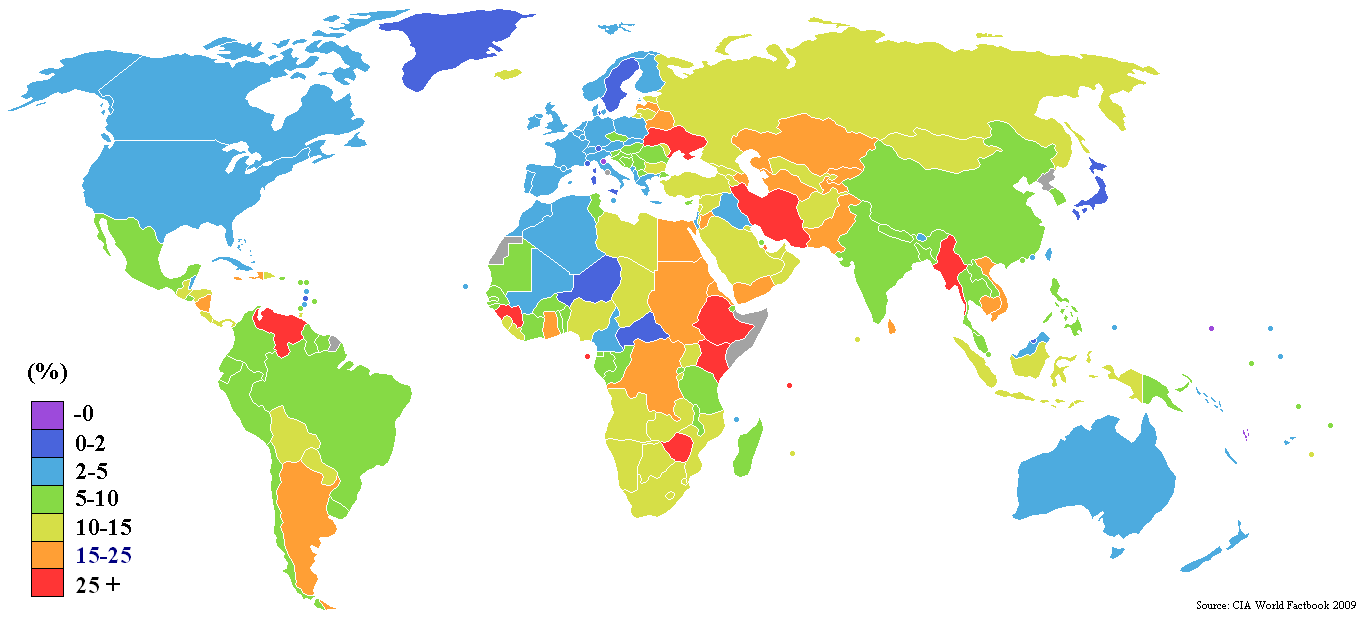
Nel 2016, il Venezuela ha avuto la più alta inflazione annuale al mondo (nella carta, il Paese è colorato in rosso)

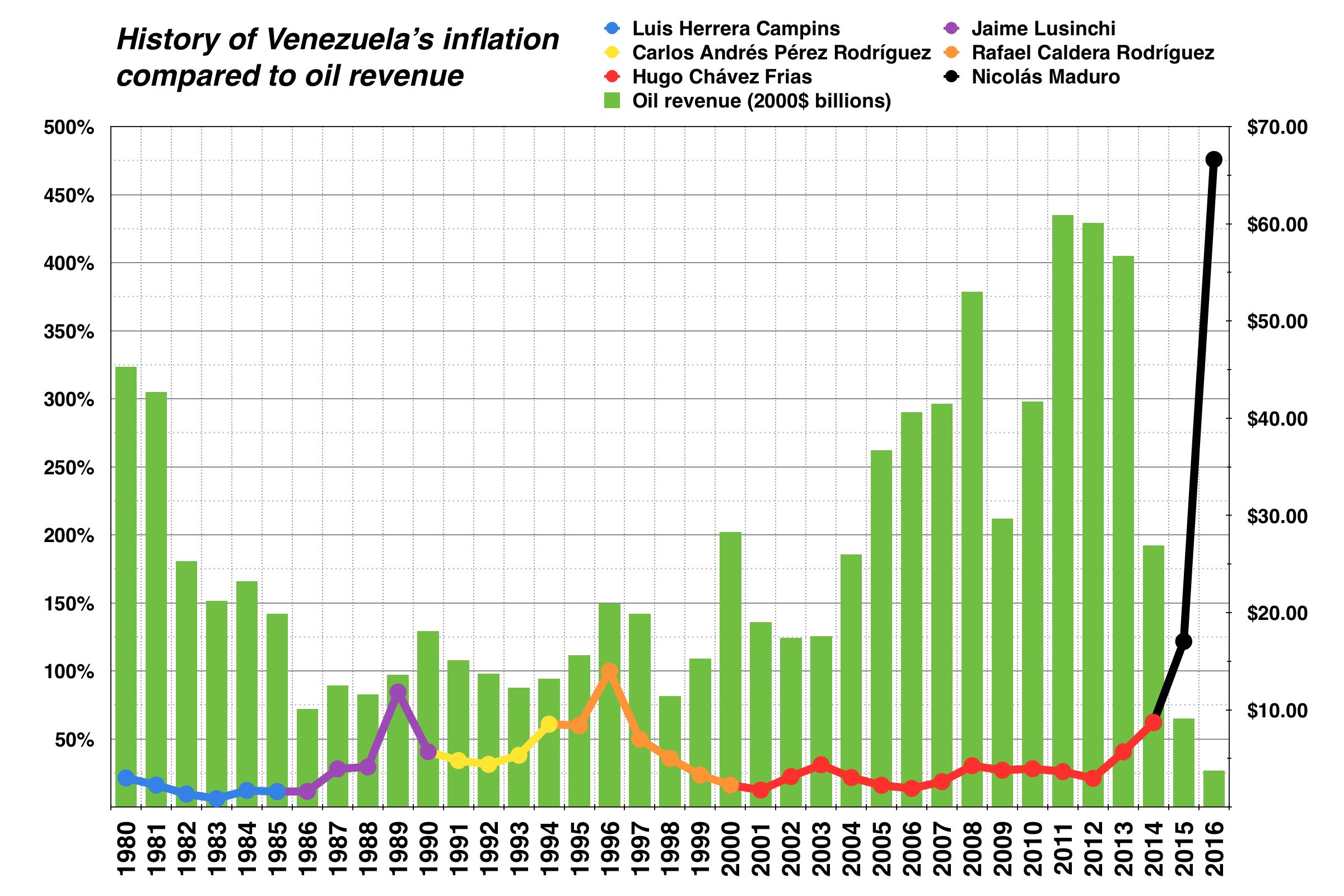
Il tasso storico d'inflazione del Venezuela accanto ai ricavi annuali dal petrolio
Fonti: EIA 1, EIA 2, International Monetary Fund: Data & Statistics (1980–2008; 2015), CIA: The World Factbook (2009–2014), Business Insider (2014, 2015)

Hugo Chávez fu eletto presidente nel dicembre del 1998 ed entrò in carica nel febbraio del 1999. Nel 2000, i prezzi del petrolio aumentarono, offrendo a Chávez una quantità di fondi mai visti sin dal collasso economico degli anni ottanta. Chávez adottò in seguito politiche economiche più socialdemocratiche rispetto a quelle dei predecessori, impiegando degli approcci populisti con i fondi petroliferi che resero l'economia venezuelana dipendente dagli alti prezzi del petrolio. Chávez giocò inoltre un ruolo importante all'interno dell'OPEC per rinvigorire l'organizzazione e ottenere l'aderenza dei membri a quote di produzione inferiori per far aumentare il prezzo del petrolio. Alí Rodríguez Araque, ministro venezuelano del petrolio, annunciò nel 1999 che il suo Paese avrebbe rispettato le quote di produzione dell'OPEC, segnando "una svolta storica dalla tradizionale politica petrolifera nazionale pro-USA".
Nei primi quattro anni della presidenza di Chávez, tra il 1999 e il 2001, l'economia crebbe, per poi contrarsi tra il 2001 e 2003 ai livelli del PIL simili a quelli del 1997. Inizialmente, il declino economico era dovuto ai bassi prezzi del petrolio, ma fu alimento dalle agitazioni in seguito al tentato colpo di Stato del 2002 e allo sciopero del 2002-2003. Altri fattori che portarono al declino furono un esodo di capitali dal Paese e la riluttanza da parte di investitori stranieri. Nel 1998, il PIL era di 50,0 trilioni di bolívares. Al minimo della recessione nel 2003, era di 42,4 trilioni di bolívares (con il valore costante del 1998). Tuttavia, il PIL ritornò nel 2004 a 50,1 trilioni di bolívares in una situazione politica più calma e salì a 66,1 trilioni nel 2007 (entrambi con il valore costante del 1998).
I settori più duramente colpiti durante gli anni peggiori della recessione (2002-2003) furono l'edilizia (-55,9%), l'estrazione petrolifera (-26,5%), il commercio (-23,6%) e la produzione (-22,5%). Il calo del settore petrolifero fu causato dall'adesione alla quota OPEC stabilita nel 2002 e dalla cessazione virtuale delle esportazioni durante lo sciopero generale guidato da PDVSA nel 2002-2003. Il settore non petrolifero dell'economia si contrasse del 6,5% nel 2002. Il bolívar, che aveva sofferto di una grave inflazione e svalutazione rispetto agli standard internazionali dalla fine degli anni ottanta, continuò ad indebolirsi.
Il tasso di inflazione misurato dall'indice dei prezzi al consumo è stato del 35,8% nel 1998, scendendo al minimo del 12,5% nel 2001 e salendo al 31,1% nel 2003. Storicamente, l'inflazione annuale più elevata è stata quella del 100% nel 1996. Nel tentativo di sostenere il bolívar, rafforzare il livello declinante delle riserve internazionali del governo e attenuare l'impatto negativo dell'arresto del settore petrolifero sul sistema finanziario, il Ministero delle finanze e la Banca centrale del Venezuela sospesero le negoziazioni in valuta estera il 23 gennaio 2003. Il 6 febbraio, il governo ha creato la CADIVI, una commissione per il controllo della valuta incaricata di gestire le procedure di cambio. La commissione ha fissato il tasso di cambio a 1 596 bolívares per 1 $ americano per gli acquisti e 1 600 per 1 $ per le vendite.
Il mercato immobiliare in Venezuela si è ridotto significativamente poiché i costruttori hanno evitato il Venezuela a causa dell'enorme numero di società espropriate dal governo. Secondo il think-tank conservatore The Heritage Foundation e il The Wall Street Journal, il Venezuela aveva i diritti di proprietà più deboli al mondo, con un punteggio di soli 5 su 100, essendo l'esproprio senza indennizzo una pratica comune. La carenza di abitazioni è così significativa che nel 2007 un gruppo di senzatetto occupò il Centro Financiero Confinanzas, un centro economico che avrebbe dovuto simboleggiare la fiorente economia del Venezuela.
L'economia venezuelana si è ridotta del 5,8% nei primi tre mesi del 2010 in confronto allo stesso periodo del 2009, e ha avuto il più alto tasso d'inflazione nell'America Latina con il 30,5%. Il presidente Chávez espresse ottimismo pensando che il Venezuela sarebbe emerso dalla recessione, nonostante le previsioni del Fondo Monetario Internazionale (FMI) evidenziassero come il Venezuela fosse in quell'anno l'unico Stato della regione a rimanere in recessione. L'FMI qualificò il recupero economico del Venezuela come "in ritardo e debole" in confronto agli altri Paesi della regione. In seguito alla morte di Chávez agli inizi del 2013, l'economia del Venezuela continuò a cadere in una recessione ancora più grande.

### 2013–oggi

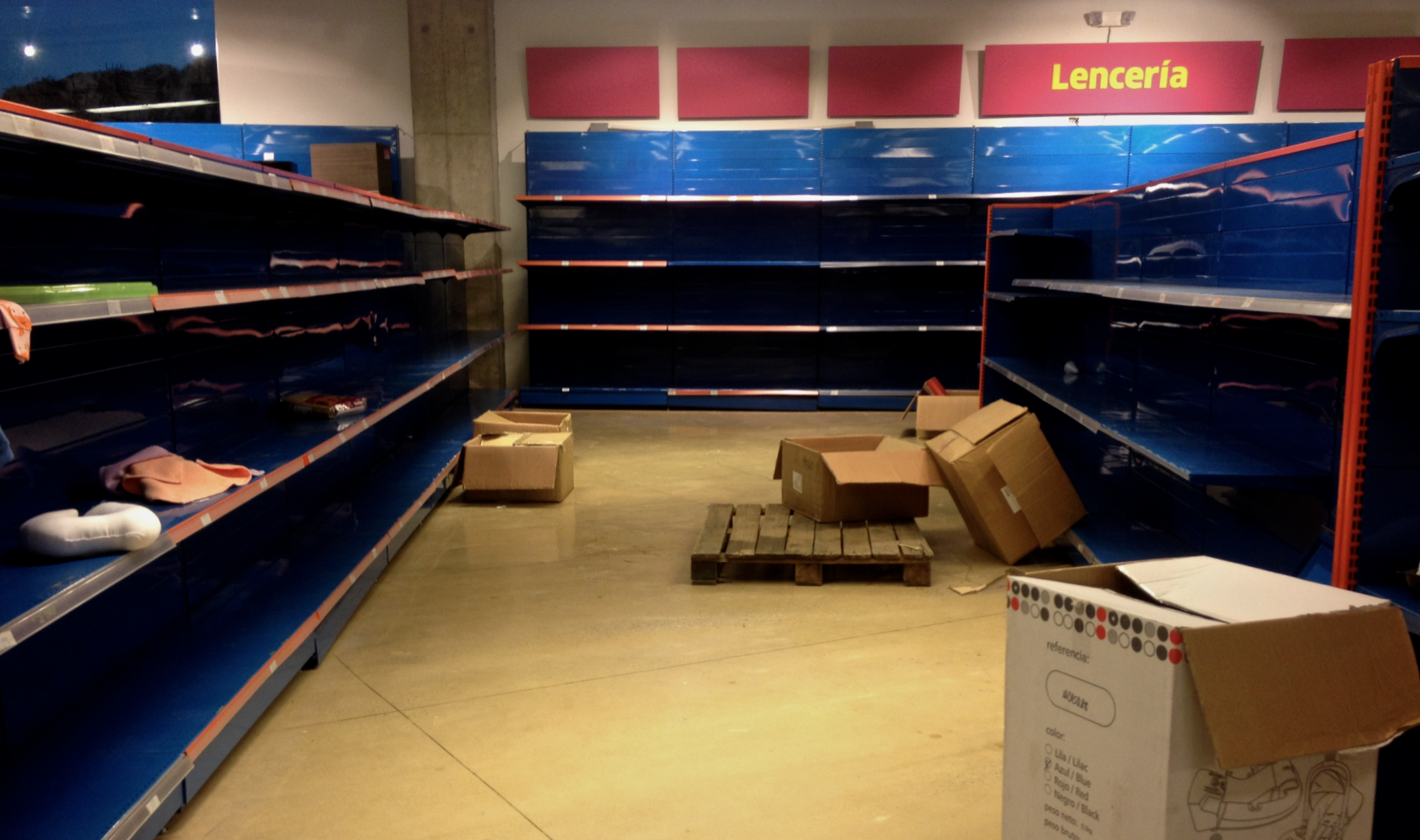
Scaffali vuoti di un negozio in Venezuela a causa della penuria.

In base all'indice di miseria nel 2013, il Venezuela aveva il più alto indice di miseria. La Società finanziaria internazionale classificò il Venezuela tra le posizioni più basse per quanto riguarda i Paesi con cui fare affari, con la posizione 180 su 185 Paesi per il suo rapporto Doing Business 2013, secondo cui era il peggiore per la protezione degli investitori e la tassazione. Agli inizi del 2013, il bolívar fuerte fu svalutato a causa delle crescenti penurie in Venezuela. Le carenze coinvolsero non solo beni come carta igienica, latte e farina, ma anche il sistema sanitario, portando nel 2014 l'Ospedale universitario di Caracas a non eseguire più interventi a causa della mancanza di materiale. Le politiche del governo bolivariano complicarono infatti l'importazione di farmaci e altro materiale medico. A causa di tali complicazioni, molti venezuelani morirono per cause evitabili e i medici professionisti dovettero usare le risorse limitate e impiegare metodi sostituiti decenni fa.

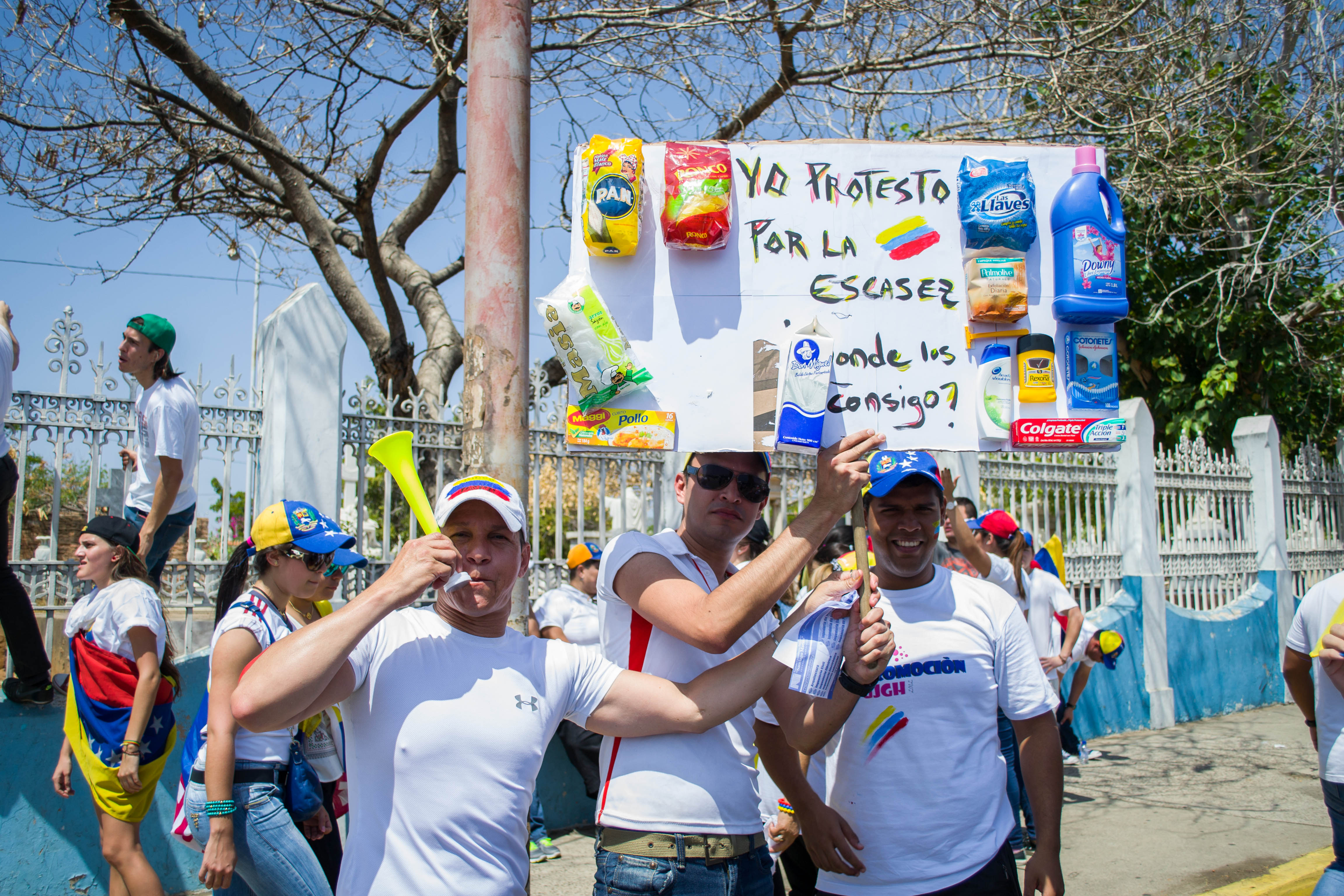
Un manifestante dell'opposizione durante le proteste del 2014 con un cartello con su scritto: "Io protesto per la scarsità. Dove possiamo prendere questi?"

Nel 2014, il Venezuela è entrato in una recessione economica con la crescita del PIL ridotta al -3,0%. Lo Stato fu posto al vertice dell'indice di miseria per il secondo anno di fila. The Economist affermò che il Venezuela era "probabilmente l'economia gestita nel modo peggiore al mondo". Secondo Foreign Policy, il Venezuela era all'ultimo posto a livello mondiale in base al suo Base Yield Index per via dei bassi ritorni che gli investitori ricevevano investendo nel Paese. In un'inchiesta del 2014 intitolata Scariest Places on the Business Frontiers realizzata da Zurich Insurance Group e riportata da Bloomberg, il Venezuela era considerato il mercato emergente più rischioso al mondo. Molte aziende come Toyota, Ford, General Motors, Air Canada, Air Europa, American Airlines, Copa Airlines, TAME, TAP Portugal e United Airlines ridussero o fermarono le operazioni a causa della carenza di valuta forte nel Paese, con il Venezuela indebitato con le compagnie straniere per miliardi di dollari. Il Venezuela abolì inoltre CADIVI, sospettato di corruzione.
Nel 2015, il Venezuela fu nuovamente in cima all'indice di miseria secondo la World Bank. Il FMI prevedette nell'ottobre del 2015 un tasso d'inflazione del 159% —il più alto nella storia venezuelana e il più alto al mondo— e che l'economia si sarebbe contratta del 10%. Secondo dei documenti trapelati dalla Banca centrale del Venezuela, il Paese chiuse il 2015 con un tasso d'inflazione del 270% e con una carenza di beni superiore al 70%.
Il presidente Nicolás Maduro ha riorganizzato il suo ufficio economico nel 2016 con il gruppo prevalentemente costituito da accademici di sinistra. Secondo la divisione investimenti della Bank of America, la Merrill Lynch, il nuovo gabinetto di Maduro avrebbe rafforzato la valuta e i controlli dei prezzi nel Paese. Alejandro Werner, capo del Dipartimento per l'America Latina del FMI, affermò che i dati del 2015 diffusi dalla Banca centrale del Venezuela non erano precisi e che l'inflazione venezuelana per il 2015 era del 275%. Altre previsioni del FMI e della Bank of America riguardo l'inflazione furono del 720% e del 1 000% nel 2016. Gli analisti credettero che il governo venezuelano manipolasse le statistiche economiche e secondo l'economista Steve Hanke della Università Johns Hopkins, la Banca centrale del Venezuela ritardò il conferimento delle statistiche basate su un falso coefficiente usato per osservare i dati economici del Paese.
Nel 2016, i media affermarono che il Venezuela stava subendo un collasso economico e che il FMI stimava un'inflazione del 500% e una contrazione del PIL del 10%. A dicembre del 2016, l'inflazione mensile superò il 50% per il 30º giorno consecutivo, indicando quindi l'iperinflazione del Paese e rendendolo il 57º stato ad essere aggiunto al Hanke-Krus World Hyperinflation Table.
Il 25 agosto 2017, è stato riportato che le nuove sanzioni statunitensi contro il Venezuela non avevano impedito il commercio dei bond non governativi esistenti, limitandosi a imporre restrizioni per bloccare le possibilità del governo di finanziarsi.
Il 26 gennaio 2018, il governo terminò il meccanismo del tasso di cambio fisso che era stato sopravvalutato come risultato dell'iperinflazione rampante. L'Assemblea nazionale (guidata dall'opposizione) ha affermato che l'inflazione nel 2017 era oltre il 4 000%, valore condiviso da altri economisti indipendenti. A febbraio dello stesso anno, il governo ha lanciato una criptovaluta chiamata Petro il cui valore si basa sulle riserve minerarie e petrolifere del Paese e che è entrata in vigore nell'ottobre del 2018.
Bloomberg ha calcolato che il prezzo per una tazza di caffè è aumentato del 718% nelle 12 settimane precedenti al 18 gennaio 2018, con un tasso d'inflazione annuale del 448 000%. La commissione finanza dell'Assemblea nazionale notò a luglio 2018 che i prezzi raddoppiavano ogni 28 giorni con un'inflazione annuale del 25 000%.

## Settori
Durante i governi di Chávez e di Maduro, molte attività hanno abbandonato il Venezuela. Nel 1999, vi erano 13 000 aziende nel Paese. Nel 2016, meno di un terzo delle compagnie è rimasto in Venezuela, con solamente 4 000 aziende operative.

### Petrolio e altre risorse
Il Venezuela è il maggior produttore di prodotti petroliferi che rappresentano il settore trainante dell'economia nazionale. L'Agenzia internazionale dell'energia mostra come la produzione petrolifera sia caduta nel corso degli anni, con soli 2,3 milioni di barili (370 000 m3) giornalieri rispetto ai 3,5 milioni nel 1998. Tuttavia, i ricavi sono raddoppiati in seguito alla svalutazione della valuta. Nel 2015, il costo del petrolio era di 2,27 $ a litro, costituendo il 23% dei guadagni del governo. Nel febbraio del 2016, il governo ha deciso di alzare il prezzo, ma solo a 6 bolívares per litro di petrolio premium e a 1 bolívar per quello meno pregiato.
Una serie di altre risorse naturali, tra cui minerali ferrosi, carbone, bauxite, oro, nichel e diamanti, rappresentano altre risorse importanti per il Paese. Nell'aprile del 2000, il presidente del Venezuela ha decretato una nuova legge mineraria e sono stati adottati dei regolamenti per incoraggiare una maggiore partecipazione dei privati all'estrazione dei minerali. Durante la crisi economica del Venezuela, l'estrazione dell'oro è scesa del 64,1% tra febbraio 2013 e febbraio 2014 mentre la produzione di ferro è scesa del 49,8%.
Il Venezuela utilizza principalmente le risorse idroelettriche per fornire energia alle industrie nazionali, rappresentando il 57% del consumo totale alla fine del 2016. Tuttavia, la siccità persistente ha ridotto notevolmente la produzione idroelettrica.

### Manifattura
La produzione industriale ha contribuito per il 15% del PIL nel 2009. Il settore manifatturiero sta attraversando gravi difficoltà dovute alla mancanza di investimenti e alla cattiva gestione. Il Venezuela produce ed esporta acciaio, alluminio, attrezzature per il trasporto, prodotti tessili, abbigliamenti, bevande e alimenti. Produce inoltre cemento, pneumatici, carta, fertilizzanti e assembla automobili sia per il mercato interno che per quello estero.
Nel 2014, General Motors Venezolana fermò la produzione automobilistica dopo 65 anni di attività a causa della carenza di materiale, mentre la Banca centrale del Venezuela aveva annunciato una carenza del 100% delle nuove auto. Nella prima metà del 2016, in Venezuela sono stati prodotti solamente 10 veicoli al giorno con una produzione in calo dell'86%.
Nel 2015, le stime mostrarono che in quell'anno la produzione industriale del Venezuela era diminuita dell'8% circa.

### Agricoltura
L'agricoltura rappresenta circa il 3% del PIL, il 10% della forza lavoro e almeno un quarto del territorio nazionale. Il Venezuela esporta riso, mais, pesce, frutti tropicali, caffè, carne di manzo e maiale. Il Paese non è autosufficiente nella maggior parte delle aree agricole ed importa circa due terzi del suo fabbisogno alimentare. Nel 2002, le imprese americane hanno esportato prodotti agricoli per 347 milioni $, tra cui grano, mais, soia, farina di soia, cotone, grassi animali, oli vegetali e altri prodotti. Gli Stati Uniti forniscono più di un terzo delle importazioni alimentari del Venezuela. Le recenti politiche governative hanno portato a problemi con la scarsità di cibo.

## Commercio

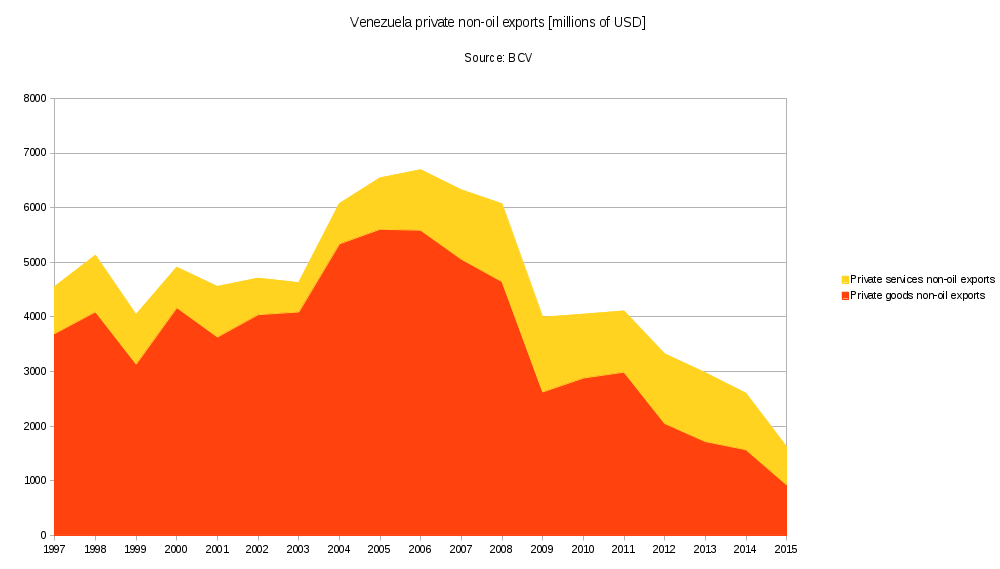
Esportazioni del Venezuela nel settore privato non petrolifero in milioni di US$ dal 1997 al 2015 (rosso=beni, giallo=servizi)

Il Venezuela è un membro fondatore dell'Organizzazione dei Paesi esportatori di petrolio (OPEC), del Gas Exporting Countries Forum (GECF), dell'Alleanza Bolivariana per le Americhe (ALBA) e della Comunità di Stati Latinoamericani e dei Caraibi (CELAC). Il petrolio costituisce il 98% delle esportazioni del Venezuela con un valore di 31,4 miliardi $ nel 2017. Grazie alle esportazioni di petrolio, il Venezuela di solito registra un surplus commerciale. Dal 2005, le esportazioni non petrolifere del settore privato sono diminuite rapidamente. Nel 2015, costituirono l'8% delle esportazioni totali. Gli Stati Uniti rappresentano il principale partner commerciale del Venezuela: durante il 2002, gli USA hanno esportato per 4,4 miliardi $ in beni destinati al Venezuela, facendone il 25° mercato per gli Stati Uniti. Compresi i prodotti petroliferi, il Venezuela ha esportato beni per 15,1 miliardi $ negli Stati Uniti.
Il Venezuela si oppone tuttavia alla proposta di una zona di libero scambio delle Americhe.
Dal 1998, le relazioni con la Cina hanno visto una crescente collaborazione tra il governo di Hugo Chávez e quello cinese. Il commercio sino-venezuelano è stato inferiore ai 500 milioni $ annui prima del 1999 ma ha raggiunto nel 2009 i 7,5 miliardi $, rendendo la Cina il secondo partner commerciale del Venezuela e quest'ultimo la principale destinazione degli investimenti cinesi nell'America Latina. Vari accordi bilaterali hanno visto Pechino investire miliardi in Venezuela e il Venezuela aumentare le esportazioni di petrolio e altre risorse in Cina. Il governo cinese ha chiesto il pagamento in petrolio per le sue esportazioni in Venezuela a causa della riluttanza ad accettare il bolívar e l'incapacità del Venezuela di pagare in dollari o oro.

## Lavoro
Sotto Chávez, il Venezuela ha istituito anche iniziative di cogestione dei lavoratori, dove i consigli operai avrebbero svolto un ruolo chiave nella gestione di un impianto o di una fabbrica. Nelle imprese sperimentali cogestite, come la fabbrica statale d'alluminio Alcasa, i lavoratori stabiliscono i bilanci ed eleggono sia i dirigenti che i delegati di reparto che lavorano insieme ai dirigenti aziendali sulle questioni tecniche relative alla produzione.
Le dispute sul lavoro hanno continuato ad aumentare sin dalla crisi finanziaria del 2008. Secondo il World Economic Forum, il Venezuela è classificato al 134º posto di 148 Paesi per competitività economica, dovuto al mercato del lavoro inflessibile.
Negli ultimi anni sono stati approvati numerosi decreti per lavoratori: queste leggi includono il divieto virtuale di licenziamento, la settimana lavorativa più corta, le ferie migliori e il potenziamento dei benefici di maternità. Nel 2012, è stato introdotto il LOTTT, che offre la sicurezza del lavoro alla maggior parte dei lavoratori dopo il primo mese. Tuttavia, i datori di lavoro hanno riportato un tasso di assenteismo fino al 40% causato dalla clemenza delle leggi sul lavoro, rendendo i datori di lavoro meno disposti ad assumere.
Il 17 novembre 2014, il presidente Maduro ha emesso un decreto per aumentare del 15% il salario minimo per tutti i lavoratori a partire dal 1º dicembre 2014. Il 28 aprile 2015 Maduro ha inoltre annunciato che il salario minimo sarebbe aumentato del 30% (del 20% a maggio e 10% a luglio) con un nuovo salario minimo mensile per i venezuelani di soli 30 $ con il tasso del mercato nero.
A settembre 2017, l'Unione Nazionali dei Lavoratori (UNETE) ha annunciato che il Venezuela aveva perso 3 345 000 posti di lavoro dall'elezione di Maduro. A dicembre dello stesso anno, il numero è aumentato di 400 000 fino a 3 850 000 posti di lavoro persi.

## Infrastrutture
Nel XX secolo, quando il Venezuela ha beneficiato delle vendite di petrolio, le infrastrutture sono fiorite in tutto il territorio. Tuttavia, negli ultimi anni, i servizi pubblici e le infrastrutture hanno subito numerosi problemi, in particolare i servizi pubblici come l'elettricità e l'acqua.

### Trasporti
Il Venezuela ha un vasto sistema stradale creato inizialmente negli anni sessanta per incentivare le industrie petrolifere e dell'alluminio. La capitale Caracas ha un moderno sistema metropolitano progettato dai francesi che fu completato nel 1995, con una lunghezza di 51 km.
Nel 1870, Antonio Guzmán Blanco aiutò a creare la rete ferroviaria del Paese.
Il governo di Chávez lanciò un piano per lo sviluppo della ferrovia nazionale ideato per creare 15 ferrovie attraverso lo Stato, con 13 700 km di tratte entro il 2030. La rete è oggi costruita assieme a China Railways, che coopera con il Venezuela per costruire binari, carrozze e anche locomotive. Tuttavia, il progetto ferroviario è in stallo da quando il Paese non è in grado di pagare 7,5 miliardi $ e un debito con China Railways di circa 500 milioni $.
Lufthansa avrebbe interrotto tutti i voli verso il Venezuela il 18 giugno 2016, citando difficoltà con i controlli monetari. Anche altre linee aeree hanno tagliato i voli e hanno chiesto ai passeggeri di pagare le tariffe in dollari americani.

### Energia
La rete elettrica venezuelana soffre spesso di blackout in vari distretti del Paese. Nel 2011, vi furono così molti problemi che il governo dovette razionare l'elettricità per limitare i blackout. Il 3 settembre 2013, il 70% del Paese è rimasto al buio con 14 stati su 23 privati dell'elettricità per la maggior parte del giorno. Un altro calo di corrente avvenuto il 2 dicembre 2013 lasciò quasi tutto il Venezuela nell'oscurità a pochi giorni dalle elezioni.

#### Statistiche sull'energia
- Elettricità –stime 2012 sulla produzione per fonte:
  - Combustibile fossile: 35,7%
  - Idroelettrico: 64,3%
  - Nucleare: 0%
  - Altre: 0%
- Produzione dell'elettricità: 127,6 miliardi kWh (stime 2012)
- Elettricità – consumo: 85,05 miliardi kWh (stime 2011)
- Elettricità – esportata: 633 milioni kWh (stime 2009)
- Elettricità – importata: 260 milioni kWh (stime 2009)
- Elettricità – capacità generativa installata: 27,5 milioni kW (stime 2012)

## Statistiche

### Dati dell'economia

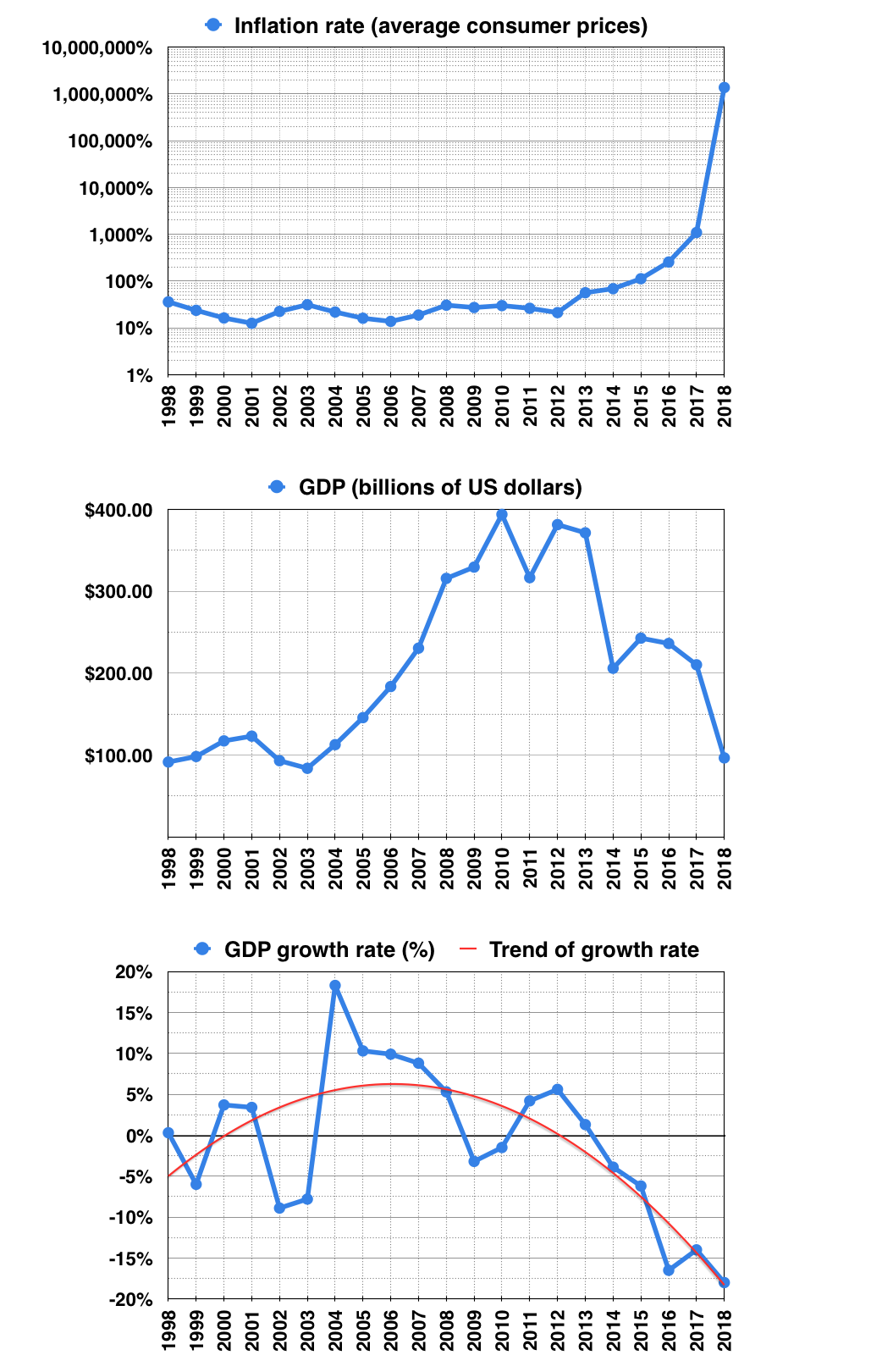
La curva blu rappresenta i tassi annui mentre quella rossa indica gli andamenti dei tassi annui dati in tutto il periodo mostrato (fonti: International Monetary Fund, World Bank e CIA)

Il Fondo di stabilizzazione macroeconomica (FIEM) è diminuito dai 2,59 miliardi $ nel gennaio 2003 a 700 milioni a ottobre dello stesso anno, ma le riserve della banca centrale sono aumentate effettivamente dai 11,31 miliardi $ di gennaio ai 19,67 miliardi di ottobre 2003. Sul mercato nero, il bolívar è caduto del 28% nel 2007 con un cambio di 4 750 Bs. per dollaro ed è calato di circa 5,5 VEF (5 500 Bs) per dollaro all'inizio del 2009.
Nel 2004, l'economia è cresciuta del 16,8% in seguito a vari fattori, poiché l'industria petrolifera garantisce direttamente solo una piccola percentuale di occupazione nel paese. Inoltre, le riserve internazionali sono cresciute fino a $ 27 miliardi.
Il 7 marzo 2007, il governo ha annunciato che il bolívar venezuelano sarebbe stato ridefinito in un rapporto di 1 a 1 000e ribattezzato bolívar fuerte ("forte bolívar") per facilitare la contabilità e le transazioni. Il cambiamento è entrato in vigore dal 1º gennaio 2008, momento in cui il tasso di cambio era 2,15 bolívar fuerte per dollaro. Il codice ISO 4217 per il bolívar fuerte è VEF.
Nel 2007, la spesa pubblica del governo venezuelano era il 30% del PIL, inferiore ad altre economie miste come quella di Francia (49%) e Svezia (52%). Secondo fonti ufficiali dell'ONU, la percentuale di persone al di sotto della soglia nazionale di povertà è diminuita durante la presidenza di Chávez, dal 48,1% nel 2002 al 28% nel 2008.
Con l'aumento del 2007 del prezzo del petrolio e l'aumento delle spese governative, in quell'anno l'economia venezuelana è cresciuta del 9%. I prezzi del petrolio sono scesi a partire da luglio 2008, con una conseguente perdita di introiti. Colpita da una recessione globale, l'economia si è contratta del 2% nel secondo trimestre del 2009, poi del 4,5% nel terzo quarto del 2009. Chávez vide questi standard come non veritieri e affermo che l'economia avrebbe dovuto essere misurata secondo standard socialisti. Il 17 novembre, la Banca centrale riportò che l'attività del settore privato era calata del 4,5% e che l'inflazione era circa del 26,7%. A provocare tali problemi è stata una siccità provocata secondo il governo da El Niño, portando quindi al razionamento di acqua ed elettricità nonché ad una penuria di cibo.
Il 2010 vide il Venezuela ancora in recessione, con il PIL crollato del 5,8% nel primo quarto del 2010. La Banca centrale del Venezuela ha affermato che la recessione era dovuta soprattutto "all'accesso limitato alla valuta straniera per le importazioni, un'inferiore domanda interna e il razionamento dell'elettricità." Anche le prestazioni del settore petrolifero sono state preoccupanti, con un calo del 5% del PIL petrolifero. Ancora più importante, la Banca centrale suggerisce la causa principale della contrazione del petrolio, poiché "la banca ha detto che era dovuta a cali di produzione, 'problemi operativi', fermi per manutenzione e la canalizzazione del diesel per far funzionare i generatori termici durante una crisi energetica". Mentre il settore pubblico dell'economia è sceso del 2,8%, il settore privato ha perso il 6%.
Anche il 2013 si è dimostrato difficile, poiché la carenza di beni e l'iperinflazione hanno danneggiato l'economia nazionale: quasi un quarto dei prodotti non era disponibile e il bolívar è stato svalutato a 6,3 per dollaro all'inizio del 2013, perdendo un terzo del suo valore. Tuttavia, l'inflazione ha continuato a salire drasticamente nel paese fino al punto in cui il presidente Maduro ha costretto i negozi a vendere i loro prodotti pochi giorni prima delle elezioni. Maduro ha detto che i negozi stavano imponendo prezzi irragionevoli anche se i proprietari dovettero farlo a causa della reale svalutazione del bolívar.
Nel 2014, la Banca Centrale del Venezuela ha smesso di rilasciare statistiche per la prima volta nella sua storia per cercare di manipolare l'immagine dell'economia. Inoltre, è stato eliminato anche il CADIVI.
La seguente tabella mostra i principali indicatori economici tra il 1980 e il 2017.
| Anno         | PIL (in mld. US$ PPP) | PIL pro capite (in US$ PPP) | Crescita del PIL (reale) | Tasso d'inflazione (%) | Disoccupazione (%) | Debito pubblico (in % del PIL) |
| ------------ | --------------------- | --------------------------- | ------------------------ | ---------------------- | ------------------ | ------------------------------ |
| 1980         | 117,2                 | 7 838                       | −4,9 %                   | 21,4 %                 | n/a                | n/a                            |
| 1981         | 126,5                 | 8 208                       | −1,3 %                   | 16,2 %                 | n/a                | n/a                            |
| 1982         | 137,9                 | 8 690                       | 2,6 %                    | 9,6 %                  | n/a                | n/a                            |
| 1983         | 129,2                 | 7 919                       | −9,9 %                   | 6,2 %                  | n/a                | n/a                            |
| 1984         | 140,8                 | 8 392                       | 5,2 %                    | 12,3 %                 | n/a                | n/a                            |
| 1985         | 146,5                 | 8 499                       | 0,9 %                    | 11,4 %                 | n/a                | n/a                            |
| 1986         | 158,6                 | 9 088                       | 6,1 %                    | 11,5 %                 | n/a                | n/a                            |
| 1987         | 170,4                 | 9 528                       | 4,8 %                    | 28,1 %                 | n/a                | n/a                            |
| 1988         | 187,9                 | 10 247                      | 6,5 %                    | 29,5 %                 | n/a                | n/a                            |
| 1989         | 168,0                 | 8 945                       | −13,9 %                  | 84,5 %                 | n/a                | n/a                            |
| 1990         | 185,5                 | 9 557                       | 6,5 %                    | 40,7 %                 | n/a                | n/a                            |
| 1991         | 210,3                 | 10 581                      | 9,8 %                    | 34,2 %                 | n/a                | n/a                            |
| 1992         | 228,2                 | 11 214                      | 6,1 %                    | 31,4 %                 | n/a                | n/a                            |
| 1993         | 234,2                 | 11 253                      | 0,3 %                    | 38,1 %                 | n/a                | n/a                            |
| 1994         | 233,6                 | 10 976                      | −2,3 %                   | 60,8 %                 | n/a                | n/a                            |
| 1995         | 247,9                 | 11 397                      | 4,0 %                    | 59,9 %                 | n/a                | n/a                            |
| 1996         | 251,9                 | 11 338                      | −0,2 %                   | 99,9 %                 | n/a                | n/a                            |
| 1997         | 272,6                 | 12 020                      | 6,4 %                    | 50,0 %                 | n/a                | n/a                            |
| 1998         | 276,3                 | 11 946                      | 0,3 %                    | 35,8 %                 | n/a                | 31,4 %                         |
| 1999         | 263,8                 | 11 182                      | −6,0 %                   | 23,6 %                 | 14,5 %             | 31,2 %                         |
| 2000         | 279,8                 | 11 468                      | 3,7 %                    | 16,2 %                 | 14,0 %             | 28,2 %                         |
| 2001         | 295,8                 | 11 928                      | 3,4 %                    | 12,5 %                 | 13,4 %             | 31,7 %                         |
| 2002         | 273.8                 | 10,859                      | −8.9 %                   | 22.4 %                 | 16.0 %             | 55.0 %                         |
| 2003         | 257.6                 | 10,053                      | −7.8 %                   | 31.1 %                 | 18.2 %             | 55.8 %                         |
| 2004         | 313,1                 | 12 026                      | 18,3 %                   | 21,7 %                 | 15,1 %             | 42,2 %                         |
| 2005         | 356,5                 | 13 480                      | 10,3 %                   | 16,0 %                 | 12,2 %             | 35,6 %                         |
| 2006         | 403,7                 | 15 031                      | 9,9 %                    | 13,7 %                 | 10,0 %             | 25,7 %                         |
| 2007         | 450,7                 | 16 527                      | 8,8 %                    | 18,7 %                 | 8,5 %              | 26,4 %                         |
| 2008         | 483,8                 | 17 474                      | 5,3 %                    | 31,4 %                 | 7,4 %              | 20,3 %                         |
| 2009         | 471,9                 | 16 790                      | −3,2 %                   | 26,0 %                 | 7,9 %              | 27,6 %                         |
| 2010         | 470,6                 | 16 776                      | −1,5 %                   | 28,2 %                 | 8,5 %              | 36,5 %                         |
| 2011         | 500,3                 | 17 286                      | 4,2 %                    | 26,1 %                 | 8,2 %              | 50,6 %                         |
| 2012         | 538,2                 | 18 327                      | 5,6 %                    | 21,1 %                 | 7,8 %              | 58,1 %                         |
| 2013         | 554,2                 | 18 607                      | 1,3 %                    | 43,5 %                 | 7,5 %              | 72,3 %                         |
| 2014         | 542,2                 | 17 951                      | −3,9 %                   | 57,3 %                 | 6,7 %              | 63,5 %                         |
| 2015         | 514,0                 | 16 786                      | −6,2 %                   | 111,8 %                | 7,4 %              | 31,9 %                         |
| 2016         | 434,9                 | 14 016                      | −16,5 %                  | 254,4 %                | 20,6 %             | 31,3 %                         |
| 2017         | 380,7                 | 12 113                      | −14,0 %                  | 1 087,5 %              | 27,1 %             | 34,9 %                         |
| 2018 (stima) | 331,0                 | 10 399                      | −15,0 %                  | 13 864,6 %             | 33,4 %             | 162,0 %                        |

### Mercato nero della valuta

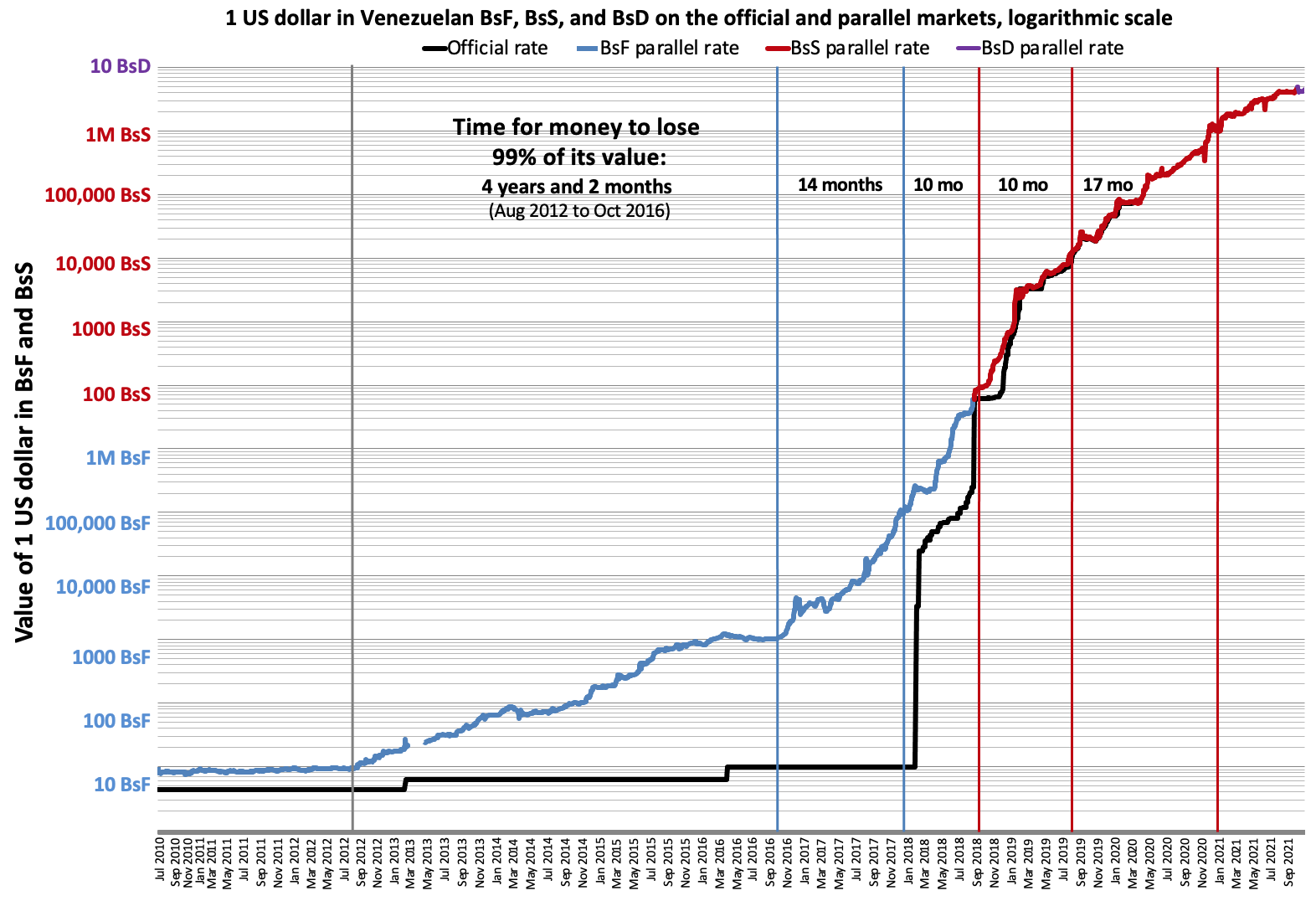
Secondo DolarToday.com, il valore di 1 US$ in bolívares fuertes sul mercato nero nel tempo: le linee blu verticali indicano il momento in cui la valuta ha perso il 90% del suo valore.

Il tasso di cambio parallelo è ciò che i venezuelani credono sia il valore del bolivar in confronto al dollaro. Nei primi anni del governo di Chávez, i suoi programmi sociali richiesero ingenti pagamenti per apportare le modifiche desiderate. Il 5 febbraio 2003, il governo creò il CADIVI, il comitato di controllo valutario incaricato di gestire le procedure di cambio e controllare il capital flight, ponendo limiti alle persone e offrendo loro solo una gran quantità di valuta estera. Queste misure hanno favorito la nascita di un mercato nero valutario, dato che i commercianti venezuelani si affidano a merci straniere che richiedono pagamenti con valute estere affidabili. Mentre lo Stato stampava più moneta per i programmi sociali, il bolívar ha continuato a perdere valore per cittadini e commercianti, poiché il governo possedeva la maggior parte delle valute più affidabili.
Dal momento che i commercianti possono ricevere solo la quantità minima necessaria di valuta estera dal governo, devono ricorrere al mercato nero, aumentando così i prezzi per i consumatori. Gli alti tassi del mercato nero ostacolano le imprese nell'acquisto di beni necessari poiché il governo spesso costringe queste aziende a ridurre i prezzi, realizzando quindi un profitto basso: per esempio, in Venezuela la catena di McDonald's offre un Big Mac a solo 1 $. Dal momento che le imprese realizzano bassi profitti, si verificano carenze poiché le aziende non sono in grado di importare i prodotti su cui il Paese fa affidamento. Empresas Polar, la più grande azienda alimentare del Venezuela, ha dichiarato nel 2014 che avrebbe rischiato di sospendere la produzione per quasi tutto l'anno, dal momento che dovevano ai fornitori stranieri circa 463 milioni $. Nel 2013, un rapporto sulle carenze mostrò una penuria del 22,4% dei beni necessari, anche se questo è stato l'ultimo reso pubblico dal governo da quando la Banca centrale non pubblica più l'indice di scarsità. Ciò ha portato all'ipotesi che il governo stia nascondendo la sua incapacità di controllare l'economia nazionale creando dubbi sulla validità dei futuri dati.

### Indicatori socioeconomici
Come la maggior parte dei paesi dell'America Latina, il Venezuela ha un'eguale distribuzione della ricchezza. Sebbene la distribuzione sia migliorata quando l'eccedenza di manodopera rurale è diminuita ed il sistema educativo è migliorato verso la metà del XX secolo, l'uguaglianza è ancora lontana dagli standard occidentali. Nel 1970, il quinto più povero della popolazione aveva il 3% del reddito nazionale, mentre il quinto più ricco aveva il 54%. In confronto, i dati del Regno Unito del 1973 erano del 6,3% e del 38,8% e gli Stati Uniti nel 1972, il 4,5% e il 42,8%.
La povertà in Venezuela è aumentata tra gli anni ottanta e gli inizi dei novanta, diminuendo notevolmente verso la seconda metà degli anni novanta. Il calo è proseguito durante la presidenza di Chávez, ad eccezione del 2002 e del 2003. Inizialmente, sotto il governo bolivariano, la povertà è diminuita quando il Venezuela ha acquisito fondi petroliferi, anche se la povertà ha cominciato ad aumentare fino al livello più alto negli ultimi decenni.
La seguente tabella mostra la percentuale di persone e di famiglie il cui reddito è inferiore alla soglia di povertà che è uguale al prezzo di un paniere di beni come il cibo.
| Anno | 1989 | 1997 | 1998 | 1999 | 2000 | 2001 | 2002 | 2003 | 2004 | 2005 | 2006 | 2007 | 2008 | 2009 | 2010 | 2011 | 2012 | 2013 | 2014 | 2015 | 2016 | 2017 |
| Famiglie | –    | 48,1 | 43,9 | 42,0 | 40,4 | 39,0 | 48,6 | 55,1 | 47,0 | 37,9 | 30,6 | 28,5 | 27,5 | 26,7 | 26,9 | 26,5 | 21,1 | 27,3 | 48,4 | 73,0 | 81,8 | 87,0 |
| Persone | 31,3 | 54,5 | 50,4 | 48,7 | 46,3 | 45,4 | 55,4 | 62,1 | 53,9 | 43,7 | 36,3 | 33,6 | 32,6 | 31,8 | 32,5 | 31,6 | 25,4 | 32,1 | –    | –    | –    | –    |
| Fonti World Bank, 1997 World Development Indicators, p. 52; Venezuela, Instituto Nacional de Estadística, Pobreza por línea de ingreso, 1er semestre 1997 - 2do semestre 2013. Retrieved December 2014. ENCOVI – Encuesta sobre Condiciones de Vida en Venezuela Febrero 2018 Archiviato il 1º aprile 2019 in Internet Archive. Note Datum è dalla Banca mondiale ed è una media annuale (1989) Dati di fine anno forniti dall'Instituto Nacional de Estadística (1997–2013) L'ENCOVI è usato per mancanza di statistiche di governo (2014–2017) |      |      |      |      |      |      |      |      |      |      |      |      |      |      |      |      |      |      |      |      |      |      |

| Indicatori                           | %        |
| ------------------------------------ | -------- |
| Crescita reale del PIL               | -14,0%   |
| Inflazione                           | 1 087,5% |
| Risparmi nazionali lordi (% del PIL) | 12,1%    |

| Principali mercati 2013 | % del totale | Maggiori fornitori | % del totale |
| ----------------------- | ------------ | ------------------ | ------------ |
| Stati Uniti             | 39,1         | Stati Uniti        | 31.7         |
| Cina                    | 14,3         | Cina               | 16.8         |
| India                   | 12,0         | Brasile            | 9.1          |
| Antille Olandesi        | 7,8          | Colombia           | 4.8          |

| Principali esportazioni | % del totale | Principali importazioni        | % del totale |
| ----------------------- | ------------ | ------------------------------ | ------------ |
| Petrolio e gas          | 90,4         | Materie premi e beni intermedi | 44,5         |
| Altro                   | 9,6          | Prodotti di consumo            | 24,5         |
| Beni capitali           | 31,0         |                                |              |

## Sviluppo sociale
Nei primi anni 2000, quando i prezzi del petrolio salirono alle stelle e offrirono dei fondi mai visti dall'inizio della crisi venezuelana negli anni ottanta, il governo di Chávez divenne "semi-autoritario e iper-populista" e consolidò il suo potere sull'economia al fine di ottenere il controllo di grandi quantità di risorse. Chávez usò tali fondi petroliferi per politiche populiste, missioni bolivariane, atte a fornire servizi pubblici per migliorare le condizioni economiche e socio-culturali. Dal 1999 al 2009, il 60% dei ricavi del governo furono investiti in programmi sociali, con investimenti aumentati dal 8,4% del PIL nel 1988 al 18,8% nel 2008. Nonostante gli avvertimenti in prossimità dell'inizio della presidenza di Chávez agli inizi degli anni duemila, il governo di Chávez fece continuamente spese sul sociale e non risparmiò denaro da utilizzare in una futura crisi economica, avvenuta poi dopo la sua morte. Nel 2013, il Venezuela aveva ancora un alto Indice di sviluppo umano secondo il Programma delle Nazioni Unite per lo sviluppo, sebbene sia iniziato a calare nel corso dell'anno facendo perdere al Paese 10 posizioni nel 2014.

### Povertà e fame
Sebbene sia inizialmente calata con Chávez, il tasso di povertà in Venezuela è aumentato al 28% nel 2013, con una percentuale povertà estrema del 44% aumentata del 10% secondo l'Instituto Nacional de Estadística de Venezuela (INE). Le stime sulla povertà fatte dalla Commissione economica per l'America Latina e i Caraibi (ECLAC) dell'ONU e da Luis Pedro España, un sociologo dell'Universidad Católica Andrés Bello, hanno mostrato un aumento della povertà in Venezuela: la ECLAC mostrò un rapporto nel 2013 indicante un tasso del 32% mentre Pedro España calcolò nel 2015 un tasso del 48%. L'ultima stima pubblicata dal governo venezuelano ha visto nella prima metà del 2015 il 33% della popolazione era in povertà. Secondo la ONG venezuelana PROVEA, alla fine del 2015 ci sarebbe stato lo stesso numero di venezuelani in povertà del 2000, smentendo i progressi annunciati da Chávez. Il sondaggio annuale ENCOVI (Encuesta Nacional de Condiciones de Vida) di tre università stimò un tasso di povertà del 48% nel 2014, dell'82% nel 2016 e dell'87% nel 2017.
Per quanto riguarda la fame, malnutrizione, denutrizione e la percentuale di bambini sottopeso al di sotto dei 5 anni di età calò all'inizio del governo di Chávez. Tuttavia, dopo la morte del leader, le penurie nel Paese in seguito al controllo dei prezzi hanno lasciato la maggior parte dei venezuelani senza i prodotti adeguati.
Dal collasso economico del 2014, la fame e la malnutrizione sono diventati dei seri problemi. Nel 2015, quasi il 45% dei venezuelani ha affermato che non riusciva a trovare facilmente il cibo. Nel 2018, la percentuale è salita al 79%.
Secondo le stime governative dell'aprile 2017, 1 446 neonati sono morti nel 2016 all'interno di un aumento del 30% in un anno. Ad agosto del 2017, 31 milion di persone soffriro per gravi carenze di cibo. Il sondaggio ENCOVI delle università rivelò che il 73% dei venezuelani aveva detto di aver perso 9 kg di peso corporeo nel 2016 e che il 64% ne aveva perso 11 kg nel 2017.

### Istruzione
Il tasso totale di iscrizioni nette nelle scuole primarie per entrambi i sessi è passato dall'87% nel 1999 al 93,9% nel 2009. La percentuale del completamento del ciclo primario per entrambi i sessi ha raggiunto il 95,1% nel 2009 rispetto all'80,8% nel 1991. Nel 2007, i tassi di alfabetizzazione di maschi e femmine tra i 15 e i 24 anni erano rispettivamente del 98% e del 98,8%. Durante la diaspora bolivariana, una gran percentuale tra i milioni di venezuelani fuggiti dal paese era altamente istruita, indicando quindi una fuga di cervelli dal Paese.
Avviato nel 2003, il programma governativo gratuito Mission Robinson ha insegnato a leggere e a scrivere a oltre 2,3 milioni di persone nel 2012. Il programma è focalizzato anche al raggiungimento delle popolazioni geograficamente isolate e storicamente escluse, compresi i gruppi indigeni e afroamericani. Nel 2008, Francisco Rodríguez della Wesleyan University nel Connecticut e Daniel Ortega dello IESA (Instituto de Estudios Superiores de Administración) affermarono che durante l'amministrazione Chávez vi erano "poche prove" degli "effetti statisticamente distinguibili sull'analfabetismo venezuelano". Il governo venezuelano sostenne di aver insegnato a 1,5 milioni di cittadini a leggere, ma lo studio vide che vi erano "solo 1,1 milioni di illetterati con cui iniziare" e che la riduzione dell'alfabetismo inferiore a 100 000 poteva esser attribuito agli anziani in seguito deceduti.

### Salute

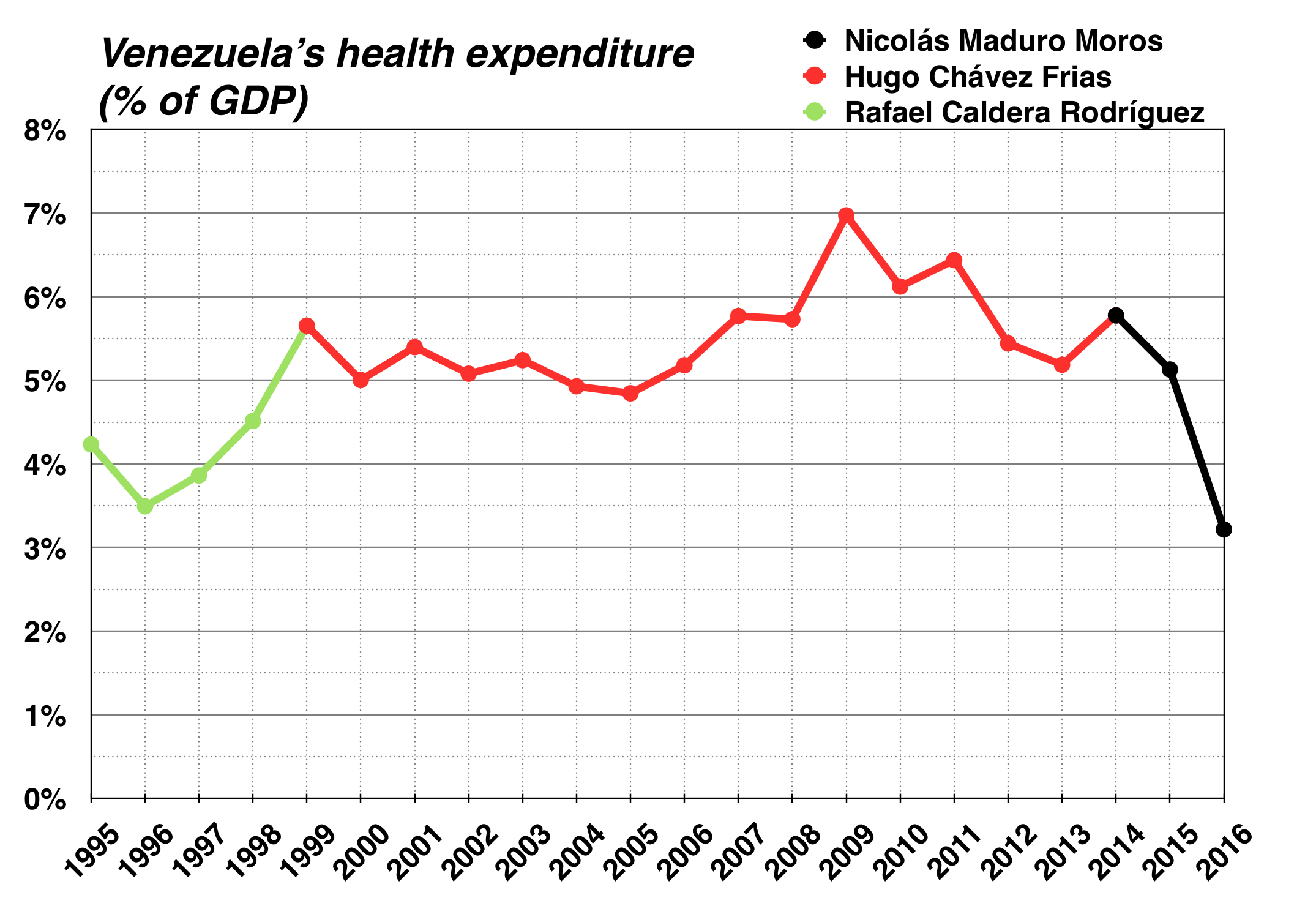
Spesa sanitaria in percentuale del PIL
Fonte: [http://data.worldbank.org/indicator/SH.XPD.TOTL.ZS?page=3 World Bank

Inizialmente, dopo la rivoluzione bolivariana e l'istituzione del governo bolivariano, le politiche sanitarie erano promettenti grazie all'introduzione della sanità gratuita e dell'assistenza ricevuta dai medici professionisti cubani che fornivano gli aiuti. L'incapacità del governo bolivariano di concentrarsi sull'assistenza sanitaria per i venezuelani, la riduzione delle spese e la corruzione del governo colpirono alla fine anche le cliniche mediche in Venezuela, provocando morti evitabili e l'emigrazione di medici professionisti.
La dipendenza del Venezuela dalle importazioni di merci e dai complicati tassi di cambio con Chavez ha portato ad una crescente penuria durante gli ultimi anni duemila che ha interessato farmaci e attrezzature mediche. L'ONU ha riportato un aumento del tasso di mortalità materna, che è passato da 93 ogni 100 000 nel 1990 a 110 ogni 100 000 nel 2013. In seguito alle carenze di molti farmaci e prodotti comuni nel 2014, le donne venezuelane hanno avuto difficoltà ad avere accesso ai contraccettivi e furono costrette a cambiare prescrizioni o a cercare i medicinali in diversi negozi online. La carenza di farmaci antiretrovirali per trattare l'HIV e l'AIDS colpì nel 2014 circa 50 000 venezuelani, causando la potenziale infezione di migliaia di venezuelani o lo sviluppo della malattia.
Il Venezuela è anche l'unico stato dell'America Latina dove l'incidenza della malaria è in aumento, probabilmente per le miniere illegali. Nel 2013, il Venezuela ha registrato il più alto numero di casi di malaria negli ultimi 50 anni, con 300 infetti ogni 100 000 venezuelani.

### Tecnologia
Nel 2010, il 35,63% dei venezuelani era connesso a Internet, con il numero di abbonati aumentato di sei volte rispetto agli anni novanta. Programmi come il Piano nazionale per l'alfabetizzazione tecnologica, che fornisce software gratuiti e computer alle scuole, hanno permesso al Venezuela di raggiungere questo obiettivo. Tuttavia, molti esperti affermano che le infrastrutture molto economiche in Venezuela hanno creato una connessione di scarsa qualità, tra le più lente al mondo. Inoltre, la mancanza di dollari dovuta ai controlli valutari dei governi venezuelani ha danneggiato i servizi Internet poiché le attrezzature tecnologiche devono essere per forza importate.
Nel 1990, il numero di linee telefoniche fisse era di 7,56 ogni 100 abitanti. Nel 2000, 2 535 966 venezuelani aveva dei telefoni fissi, aumentato nel 2009 a 6 866 626. Nel 2010 vi erano 24,44 linee fisse ogni 100 abitanti.
Il governo bolivariano ha anche lanciato un programma aerospaziale in collaborazione con la Cina che ha costruito e lanciato due satelliti in orbita: uno per le comunicazioni chiamato Venesat-1, e un altro per il telerilevamento chiamato Miranda. A luglio del 2014, il presidente Maduro ha annunciato che sarebbe stato realizzato un terzo satellite tramite la cooperazione bilaterale Cina-Venezuela.